# Рибча
Ри́бча — село в Україні, у  Кременецькій міській громаді Кременецького району Тернопільської області. Розташоване в центрі району. До 2020 підпорядковане Катеринівській сільській раді.
Населення — 100 осіб (2007).

## Історія
Перша писемна згадка — 1545 як Ребешна.
1 жовтня 1933 року утворено ґміну Катербурґ Кременецького повіту і село включено до неї. 
12 червня 2020 року, відповідно до розпорядження Кабінету Міністрів України № 724-р «Про визначення адміністративних центрів та затвердження територій територіальних громад Тернопільської області», увійшло до складу Кременецької міської громади.
19 липня 2020 року, в результаті адміністративно-територіальної реформи та ліквідації Кременецького (1940-2020) району, село увійшло до складу новоутвореного Кременецького району.

## Населення
За даними перепису населення 2001 року мовний склад населення села був таким:
| Мова       | Число осіб | Відсоток |
| ---------- | ---------- | -------- |
| українська |            | 98,97    |
| російська  |            | 1,03     |

## Галерея

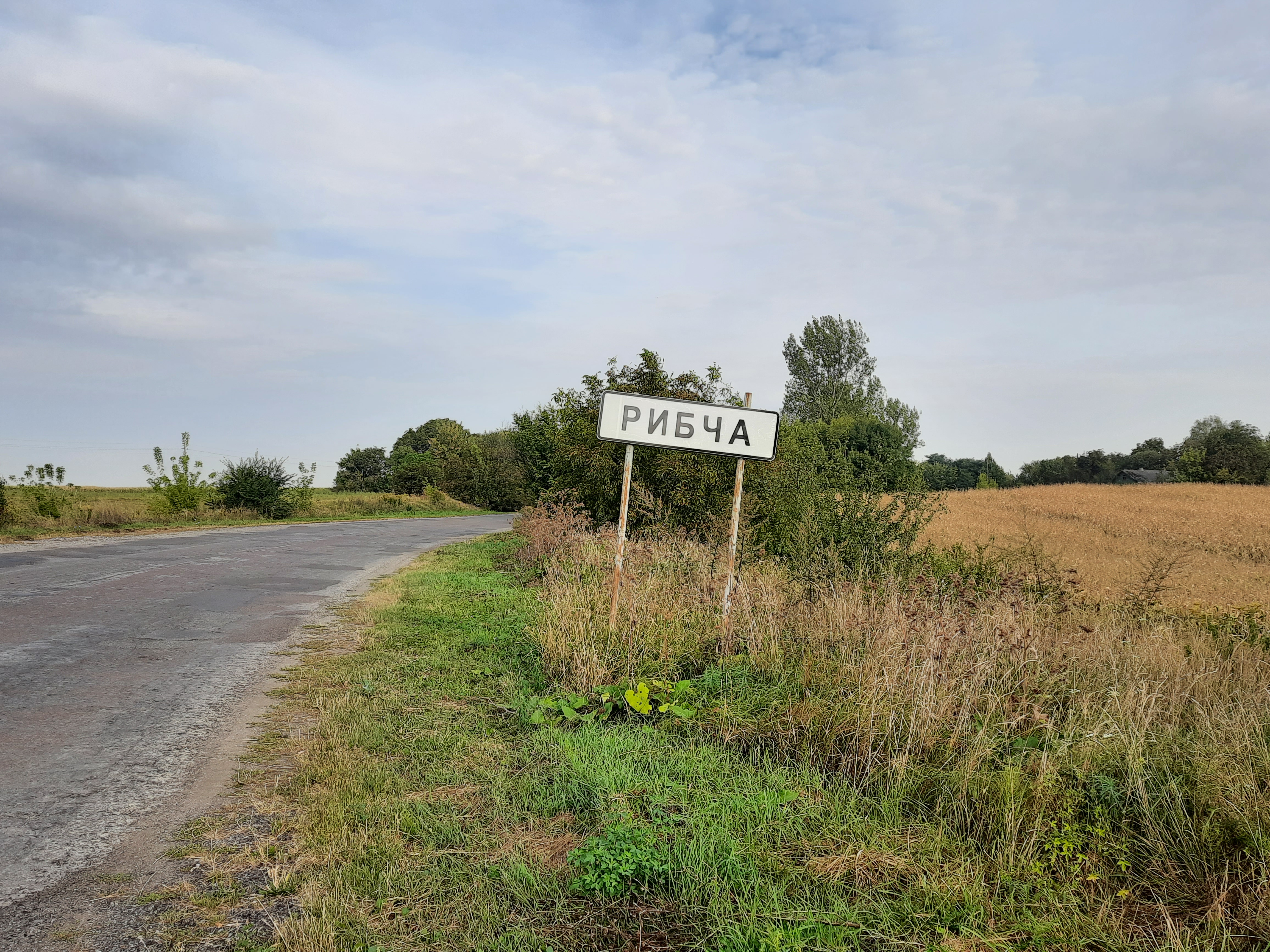
Дорожній знак при в'їзді в село
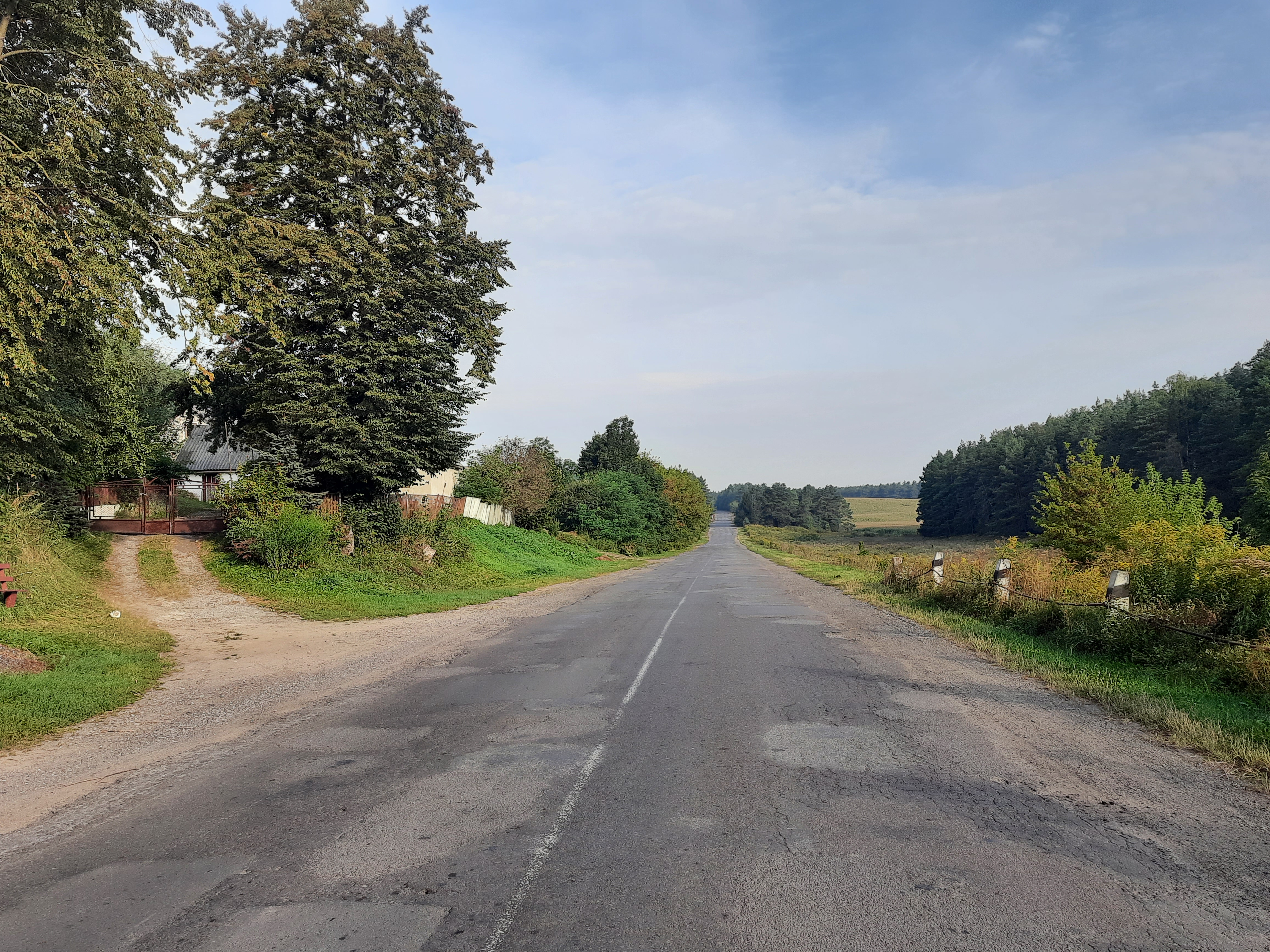
Дорога через село
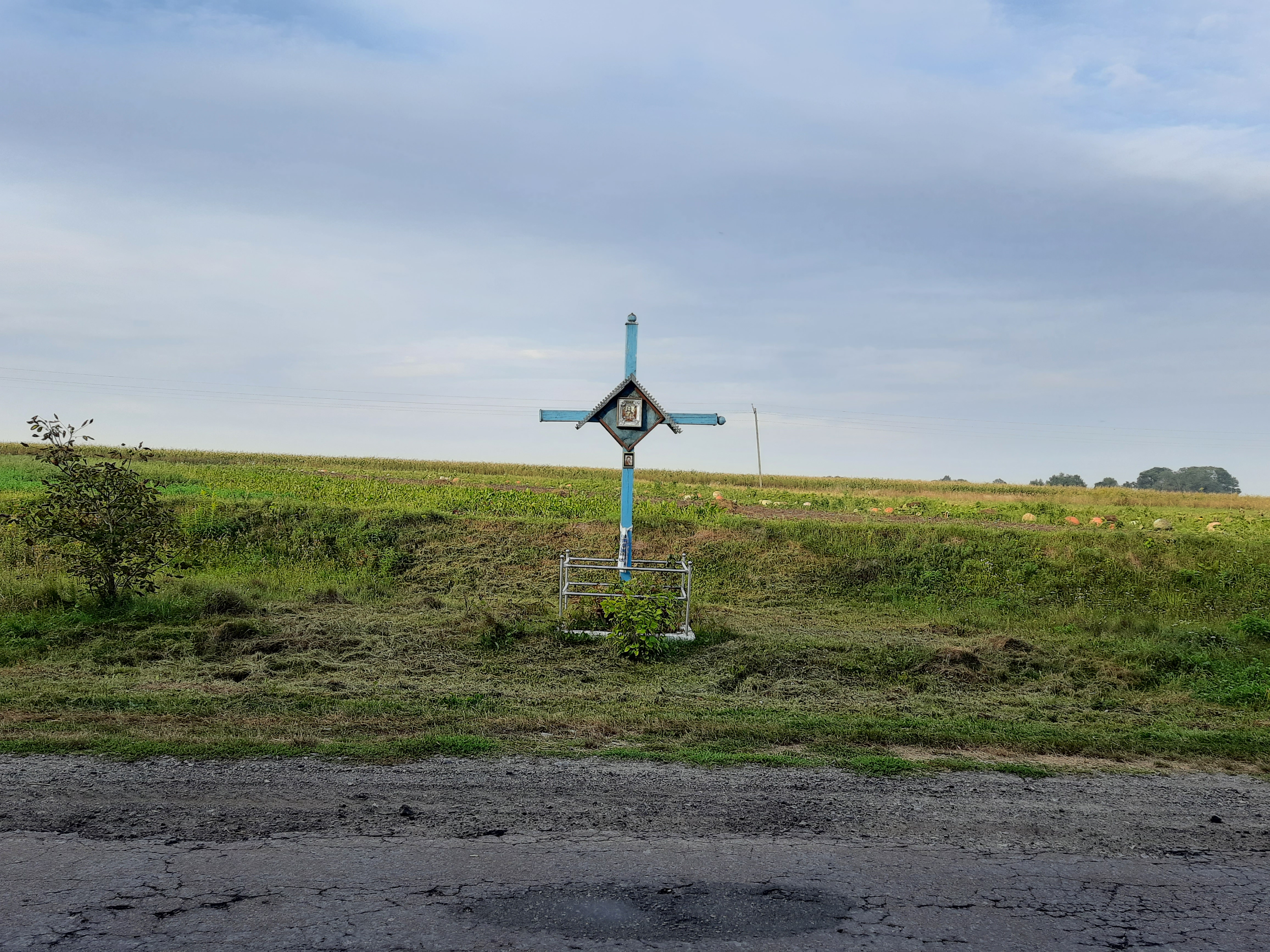
Пам'ятний хрест
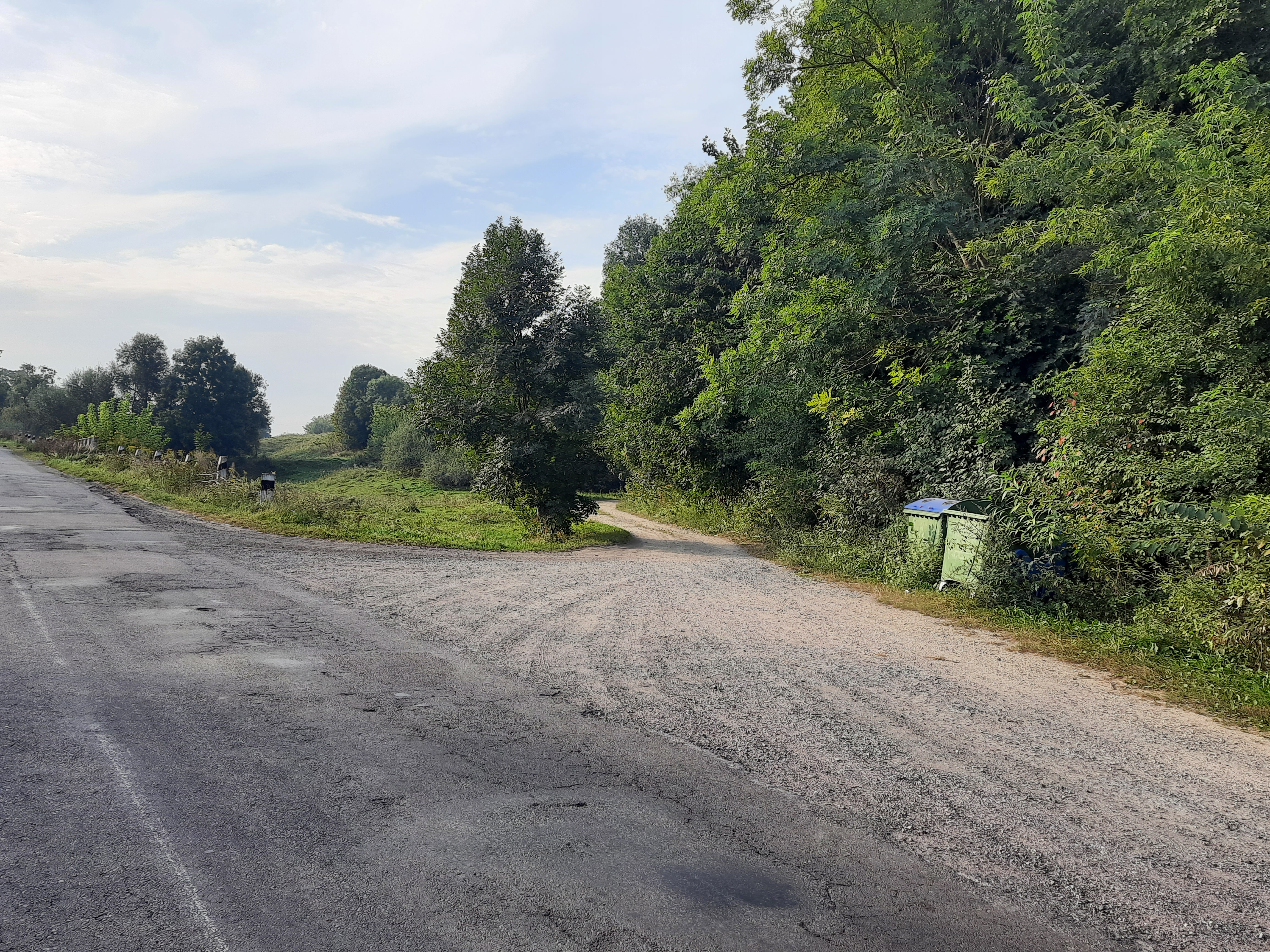
Сільський пейзаж